# Saba Youakim
Saba Youakim BS (* 2. Juni 1914 in El Wardieh bei Baalbek, Libanon; † 6. März 2003) war Erzbischof der Melkitischen Griechisch-Katholischen Kirche von Petra und Philadelphia in Jordanien.

## Leben
Saba Youakim wurde am 30. November 1939 zum Ordenspriester der Basilianer vom Heiligsten Erlöser geweiht. Der zum Archimandrit ernannte Youakim war seit 1968 Generalsuperior seiner Ordensgemeinschaft. Am 9. September 1968 wurde er zum Titularerzbischof von Scythopolis ernannt und am 29. September 1968 geweiht. Die Bischofsweihe spendete ihm der Patriarch von Antiochien, Maximos V. Hakim. Als Mitkonsekratoren dienten die Erzbischöfe Eftimios Youakim BS von Zahlé und Furzol und Nicolas Hajj SDS von Banyas.
Am 15. Oktober 1970 erhielt er die Ernennung zum Erzbischof von Petra und Philadelphia in Jordanien und wurde Nachfolger von Erzbischof Mikhayl Assaf. Am 24. August 1992 trat er aus Altersgründen zurück. Sein Nachfolger wurde Erzbischof Georges El-Murr.
Während seiner Amtszeit war er Teilnehmer am Zweiten Vatikanischen Konzil. Er weihte Issam John Darwich zum Priester und Anargyros Prindezis zum Bischof. Weiterhin war er Mitkonsekrator bei Erzbischof Michel Hakim von Saint-Sauveur de Montréal, Erzbischof François Abou Mokh BS, Weihbischof in Antiochien, Bischof Ercole Lupinacci von Lungro, dem späteren Patriarchen von Antiochien Gregor III. Laham BS und Erzbischof André Haddad BS von Zahlé und Furzol.